# أورتنيانو رازيولو
أورتنيانو رازيولو، هي كومونا (بلدية) في مقاطعة أريتسو في منطقة توسكانا الإيطالية، وتقع على بعد حوالي 40 كيلومتر (25 ميل) جنوب شرق فلورنسا وحوالي 25 كيلومتر (16 ميل) شمال غرب أريتسو.
وتقع أورتنيانو رازيولو بحدود البلديات التالية: بيبينا، كاستل فوكوجنانو، قلعة سان نيكولو، لورو سيوفينا، بوبيي

## روابط خارجية
- الموقع الرسمي